# 浒湾乡
浒湾乡，是中华人民共和国河南省信阳市新县下辖的一个乡镇级行政单位。

## 行政区划
浒湾乡下辖以下地区：
浒湾村、蔡山村、鄢山村、黄墩村、李寺村、伍榜村、徐湾村、柳店村、苏畈村、郑店村、曹湾村和游围孜村。